# Chabeuil

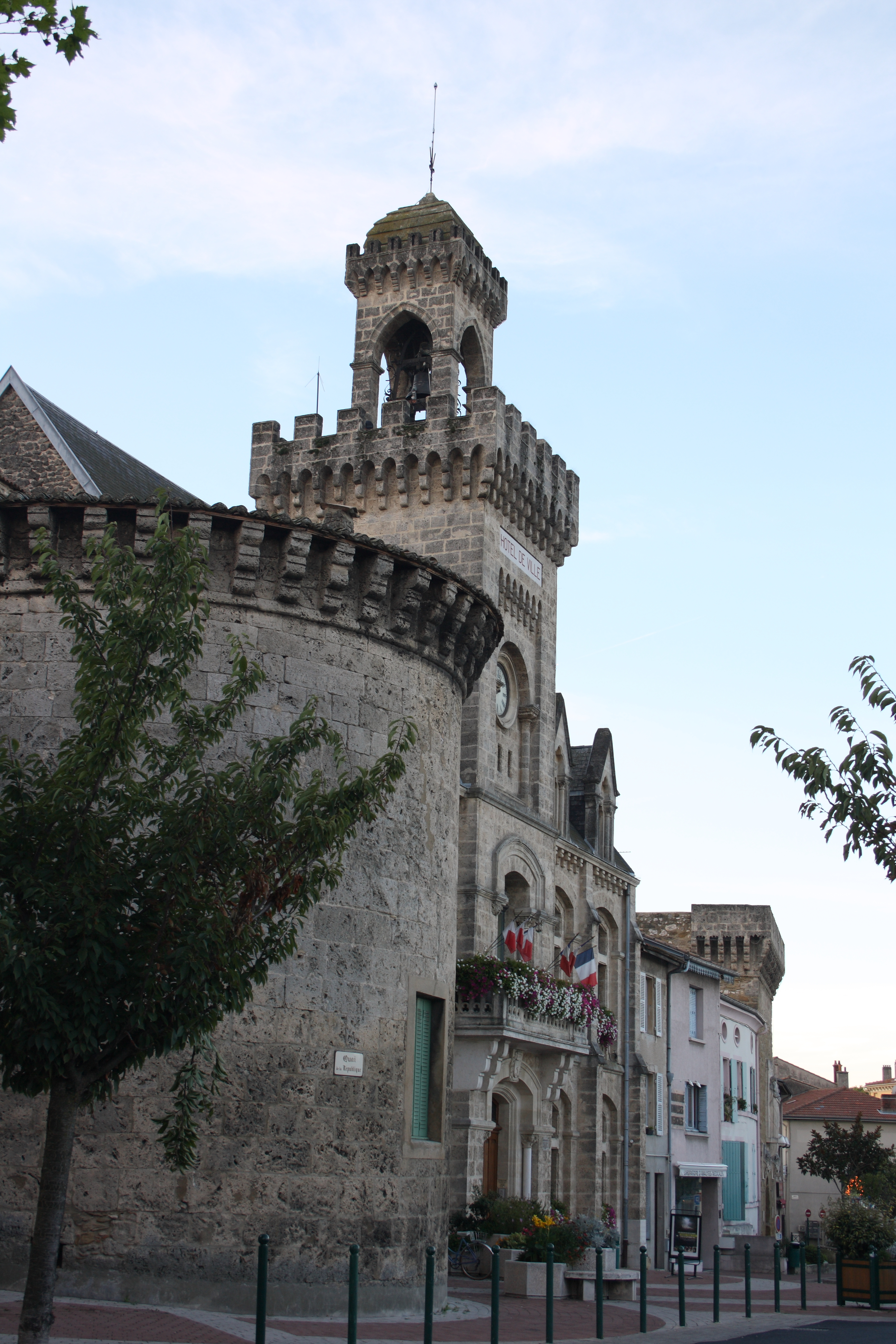
Ratusz w Chabeuil, 2011

Chabeuil – miejscowość i gmina we Francji, w regionie Owernia-Rodan-Alpy, w departamencie Drôme.
Według danych na rok 1990 gminę zamieszkiwało 4790 osób, a gęstość zaludnienia wynosiła 117 osób/km² (wśród 2880 gmin regionu Rodan-Alpy Chabeuil plasuje się na 178. miejscu pod względem liczby ludności, natomiast pod względem powierzchni na miejscu 105.).